# Sundsvalls OK
Sundsvalls OK är en orienteringsklubb verksam i Sundsvall. Klubben bildades 1936.

## Verksamhet
I huvudsak sysslar SOK med orientering, men klubbens verksamhet består även av skidorientering. Sundsvalls OK är medlem i Svenska Orienteringsförbundet, Svenska Skidförbundet, samt Svenska Friidrottsförbundet.  